# 오코치 미사
오코치 미사(일본어: 大河内 美紗, 1984년 1월 11일 ~ )는 일본의 여성 아이돌 그룹 SDN48의 전 멤버이다. 와카야마현 출신. PKP 소속.

## 참가 유닛곡
싱글 CD 참가곡
1. 고독의 러너(孤独なランナー)
2. 에로스의 트리거(エロスのトリガー) - 언더걸즈 A 명의
3. 아와지 섬의 양파(淡路島のタマネギ) - 언더걸즈 B 명의
4. 아바즈레(アバズレ) - 언더걸즈 B 명의
5. 하고 싶어하는 사람(やりたがり屋さん) - 언더걸즈 팀G 명의
6. 위에서 나츠코(上からナツコ) - 언더걸즈 B 명의
7. 끝나지 않는 앵콜(終わらないアンコール)

SDN48 1st Stage 「유혹의 카터(誘惑のガーター)」공연
1. Saturday night party
2. Never!
3. I'm sure.